# Kamron Habibullah
Kamron Habibullah (Taskent, Uzbekistán; 23 de octubre de 2003) es un futbolista canadiense nacido en Uzbekistán. Juega como delantero en el Sporting Kansas City II de la MLS Next Pro. Representa internacionalmente a la selección canadiense sub-20.

## Trayectoria

### Primeros años
Habibullah nació en Taskent (Uzbekistán) de padres afganos y emigró a la Columbia Británica con su familia a los dos años. Jugó al fútbol juvenil a los siete años con el South Burnaby Metro SC, y más tarde jugó con el Burnaby Selects, y el Mountain United FC. Se unió al sistema de la academia de los Whitecaps en 2016 a la edad de 12 años. Llegó a marcar 21 goles en 58 apariciones desde la sub-16 hasta la sub-19, anotando cuatro goles en la Generation Adidas Cup 2019 y marcando el gol de la victoria contra la Academia del Real Madrid.

### Carrera en el club
Después de pasar la pretemporada con el primer equipo, el 23 de abril de 2021 se anunció que el Vancouver Whitecaps FC firmaría un contrato de varios años con la MLS. Debutó con el primer equipo la semana siguiente, sustituyendo a Caio Alexandre en el minuto 88 de la derrota por 1-0 ante los Colorado Rapids.
El 11 de marzo de 2022, Habibullah fue cedido al Pacific FC de la Premier League canadiense. Debutó en el primer partido de la temporada del Pacific contra el Forge FC el 10 de abril.

## Selección nacional
Habibullah fue convocado por primera vez a una concentración nacional de Canadá sub-17 en marzo de 2019 por el seleccionador Andrew Olivieri, como preparación para la Copa Mundial Sub-17 de la FIFA 2019. Marcó tres goles en la fase de clasificación y participó tres veces con Canadá en la fase final de la Copa Mundial Sub-17.
En abril de 2022, Habibullah fue convocado con la selección canadiense sub-20 para dos partidos amistosos contra Costa Rica. Marcó un gol en el primer amistoso el 15 de abril. En junio de 2022, fue convocado oficialmente por la selección canadiense sub-20 para el Campeonato Sub-20 de la Concacaf de 2022.

## Clubes
| Club                    | País           | Año           |
| ----------------------- | -------------- | ------------- |
| Vancouver Whitecaps FC  | Canadá         | 2021-2023     |
| Pacific FC (cedido)     | Canadá         | 2022          |
| Whitecaps FC 2 (cedido) | Canadá         | 2023          |
| Sporting Kansas City II | Estados Unidos | 2024-presente |